# Newcastle-under-Lyme
Newcastle-under-Lyme é uma cidade do condade de Staffordshire na Inglaterra. No censo de 2001 a cidade tinha uma população de 73.900 habitantes.

Na parte econômica no século XX a cidade era conhecida pelas suas indústrias de material de construção, motores e maquinário leve. Na virada do século a parte da indústria de serviço terceirizados e uma nova estação de ônibus no centro da cidade proporcionou uma concentração de novas empresas de serviços diversos.

A localização de Staffordshire no mapa do Reino Unido.